# Henry Lemaître Auger
Henry Lemaître Auger (né le 2 mai 1873 à West Boylston (Massachusetts), mort le 10 juin 1948 à Montréal) est un administrateur et un homme politique québécois. Il a été le premier curateur public du Québec, de 1945 à 1947. Il a également été ministre de la Colonisation de 1936 à 1939 et député de Montréal—Saint-Jacques pour l'Union nationale de 1935 à 1939.

## Biographie
Il est le fils d'Honoré Lemaître Auger, fabricant de chaussures et cultivateur, et de Marie-Élisabeth Héroux. Il arrive au Canada en 1878. Il étudie à l'Université Laval à Montréal, au Monument national et au collège militaire de Saint-Jean. Il épouse Marie-Éva Héroux le 7 février 1906, à Trois-Rivières. Il est professeur à l'école Saint-Gabriel à Montréal, agent d'immeubles et d'assurance, comptable dans un cabinet d'avocats, gérant de la caisse populaire Saint-Jacques et propriétaire d'un bureau d'immeuble à Montréal de 1911 à 1914. Le 29 octobre 1930, il est nommé président de la Commission du charbon de bois de Montréal.
De 1930 à 1936, il est échevin du quartier Saint-Jacques à Montréal et leader au conseil municipal.
Lors de l'élection générale québécoise de 1935, il est candidat du Parti conservateur et élu député du district électoral de Montréal—Saint-Jacques à l'Assemblée législative du Québec. Lors de l'élection générale de 1936, il est réélu comme candidat de l'Union nationale. Il est ministre de la Colonisation dans le premier gouvernement de Maurice Duplessis du 26 août 1936 au 8 novembre 1939. Aux élections de 1939, il est défait par le libéral J.-Roméo Toupin.
Il devient le premier titulaire du poste de curateur public, lors de la création de l'institution par le gouvernement Duplessis, en août 1945. Après un mandat de courte durée, il est nommé vice-président de la Commission des tramways de Montréal en mai 1947.
Henry L. Auger meurt le 10 juin 1948, à Montréal, à l'âge de 75 ans.